# 分离性焦虑障碍
分离性焦虑障碍（separation anxiety disorder），又称分离焦虑障碍，是一种焦虑障碍，其特点是对与特定依恋人物分离的明显和过度的恐惧或焦虑。一般在童年早期阶段（6岁以前）就已起病，“特定依恋人物”通常为父母，也可能是其他家庭成员（尤其是照料者）；成年患者的“特定依恋人物”则为伴侣甚至是子女。这种“过度的恐惧或焦虑”可能的表现有：频繁想到依恋对象会受到伤害或发生不测，不愿上学或工作，反复在分离时出现过度痛苦，不愿意或拒绝离开依恋对象睡觉，反复做关于分离的噩梦，痛苦的躯体症状等等。分离性焦虑障碍会使患者社会功能受到明显损害。
18岁以下患者有分离性焦虑障碍的临床表现，持续1个月以上，达到严重干扰正常生活、学习和社交的程度，排除其他病因所致的焦虑恐惧情绪，则可作出该诊断。